# Kamenjak (Ist)
Koordinati:   44°14′50″N, 14°46′01″E
Kamenjak je majhen nenaseljen otoček v Jadranskem morju; pripada Hrvaški.
Kamenjak leži pred vhodom v zaliv Široka okoli 1,2 km južno od otoka Ist. Njegova površina meri 0,012 km². Dolžina obalnega pasu je 0,49 km.